# Spenglerův pohár 1997
71. ročník Spenglerova poháru se uskutečnil od 26. do 31. prosince 1997. Všechny zápasy se hrály v hale Vailant Areně v Davosu. Vítězem se stal tým Kanada.

## Účastníci
- Kanada - tým složený z Kanaďanů hrajících v Evropě
- HC Davos - hostitel
- Färjestad BK
- Jokerit Helsinky
- Adler Mannheim

## Základní část

### Tabulka
| Tým              | Z | V | P | R | VG | IG | B |
| ---------------- | - | - | - | - | -- | -- | - |
| Kanada           | 4 | 3 | 1 | 0 | 14 | 7  | 6 |
| Färjestad BK     | 4 | 3 | 1 | 0 | 16 | 13 | 6 |
| Adler Mannheim   | 4 | 3 | 1 | 0 | 13 | 12 | 6 |
| Jokerit Helsinky | 4 | 1 | 3 | 0 | 11 | 14 | 2 |
| HC Davos         | 4 | 0 | 4 | 0 | 11 | 19 | 0 |

### Zápasy
| 26. prosince 1997 15:30 | HC Davos | 1–3             | Kanada | Vaillant Arena |
|                         | HC Davos | (1:0, 0:2, 0:1) | Kanada |                |

| Souhrn zápasu | Souhrn zápasu | Souhrn zápasu | Souhrn zápasu | Souhrn zápasu |
| ------------- | ------------- | ------------- | ------------- | ------------- |
|               |               |               |               |               |

| 26. prosince 1997 20:45 | Färjestad BK | 3–2             | Jokerit Helsinky | Vaillant Arena |
|                         | Färjestad BK | (1:1, 1:1, 1:0) | Jokerit Helsinky |                |

| Souhrn zápasu | Souhrn zápasu | Souhrn zápasu | Souhrn zápasu | Souhrn zápasu |
| ------------- | ------------- | ------------- | ------------- | ------------- |
|               |               |               |               |               |

| 27. prosince 1997 15:30 | Adler Mannheim | 3–1             | HC Davos | Vaillant Arena |
|                         | Adler Mannheim | (0:0, 3:1, 0:0) | HC Davos |                |

| Souhrn zápasu | Souhrn zápasu | Souhrn zápasu | Souhrn zápasu | Souhrn zápasu |
| ------------- | ------------- | ------------- | ------------- | ------------- |
|               |               |               |               |               |

| 27. prosince 1997 20:45 | Kanada | 1–3             | Färjestad BK | Vaillant Arena |
|                         | Kanada | (0:1, 1:1, 0:1) | Färjestad BK |                |

| Souhrn zápasu | Souhrn zápasu | Souhrn zápasu | Souhrn zápasu | Souhrn zápasu |
| ------------- | ------------- | ------------- | ------------- | ------------- |
|               |               |               |               |               |

| 28. prosince 1997 15:30 | Jokerit Helsinky | 3–2             | Adler Mannheim | Vaillant Arena |
|                         | Jokerit Helsinky | (2:0, 1:1, 0:1) | Adler Mannheim |                |

| Souhrn zápasu | Souhrn zápasu | Souhrn zápasu | Souhrn zápasu | Souhrn zápasu |
| ------------- | ------------- | ------------- | ------------- | ------------- |
|               |               |               |               |               |

| 28. prosince 1997 20:45 | HC Davos | 5–7             | Färjestad BK | Vaillant Arena |
|                         | HC Davos | (0:0, 3:2, 2:5) | Färjestad BK |                |

| Souhrn zápasu | Souhrn zápasu | Souhrn zápasu | Souhrn zápasu | Souhrn zápasu |
| ------------- | ------------- | ------------- | ------------- | ------------- |
|               |               |               |               |               |

| 29. prosince 1997 15:30 | Kanada | 7–1             | Adler Mannheim | Vaillant Arena |
|                         | Kanada | (1:0, 3:1, 3:0) | Adler Mannheim |                |

| Souhrn zápasu | Souhrn zápasu | Souhrn zápasu | Souhrn zápasu | Souhrn zápasu |
| ------------- | ------------- | ------------- | ------------- | ------------- |
|               |               |               |               |               |

| 29. prosince 1997 20:45 | Jokerit Helsinky | 6–4             | HC Davos | Vaillant Arena |
|                         | Jokerit Helsinky | (2:0, 2:2, 2:2) | HC Davos |                |

| Souhrn zápasu | Souhrn zápasu | Souhrn zápasu | Souhrn zápasu | Souhrn zápasu |
| ------------- | ------------- | ------------- | ------------- | ------------- |
|               |               |               |               |               |

| 30. prosince 1997 15:30 | Färjestad BK | 3–5             | Adler Mannheim | Vaillant Arena |
|                         | Färjestad BK | (0:0, 3:3, 0:2) | Adler Mannheim |                |

| Souhrn zápasu | Souhrn zápasu | Souhrn zápasu | Souhrn zápasu | Souhrn zápasu |
| ------------- | ------------- | ------------- | ------------- | ------------- |
|               |               |               |               |               |

| 30. prosince 1997 20:45 | Kanada | 3–2             | Jokerit Helsinky | Vaillant Arena |
|                         | Kanada | (0:2, 2:0, 1:0) | Jokerit Helsinky |                |

| Souhrn zápasu | Souhrn zápasu | Souhrn zápasu | Souhrn zápasu | Souhrn zápasu |
| ------------- | ------------- | ------------- | ------------- | ------------- |
|               |               |               |               |               |

## Finále
| 31. prosince 1997 12:00 | Kanada | 8–3             | Färjestad BK | Vaillant Arena |
|                         | Kanada | (4:0, 4:2, 0:1) | Färjestad BK |                |

| Souhrn zápasu | Souhrn zápasu | Souhrn zápasu | Souhrn zápasu | Souhrn zápasu |
| ------------- | ------------- | ------------- | ------------- | ------------- |
|               |               |               |               |               |